# Auróra (cirkáló)
Koordináták: é. sz. 59° 57′ 19″, k. h. 30° 20′ 16″59.955389°N 30.337833°E
Az Auróra (oroszul Аврора [Avrora], magyarul a. m. „hajnal”) hadihajó az Orosz Császári Flotta (Российский императорский флот) Pallada-osztályú védett (páncélfedélzetes) cirkálója. Részt vett az 1917-es októberi orosz forradalomban, amelynek egyik jelképévé vált. 1957-től múzeumhajóként Szentpétervárott, a Néván horgonyoz. Nevét a krími háború során Petropavlovszk védelmében jeleskedett Auróra fregattról kapta.

## Története

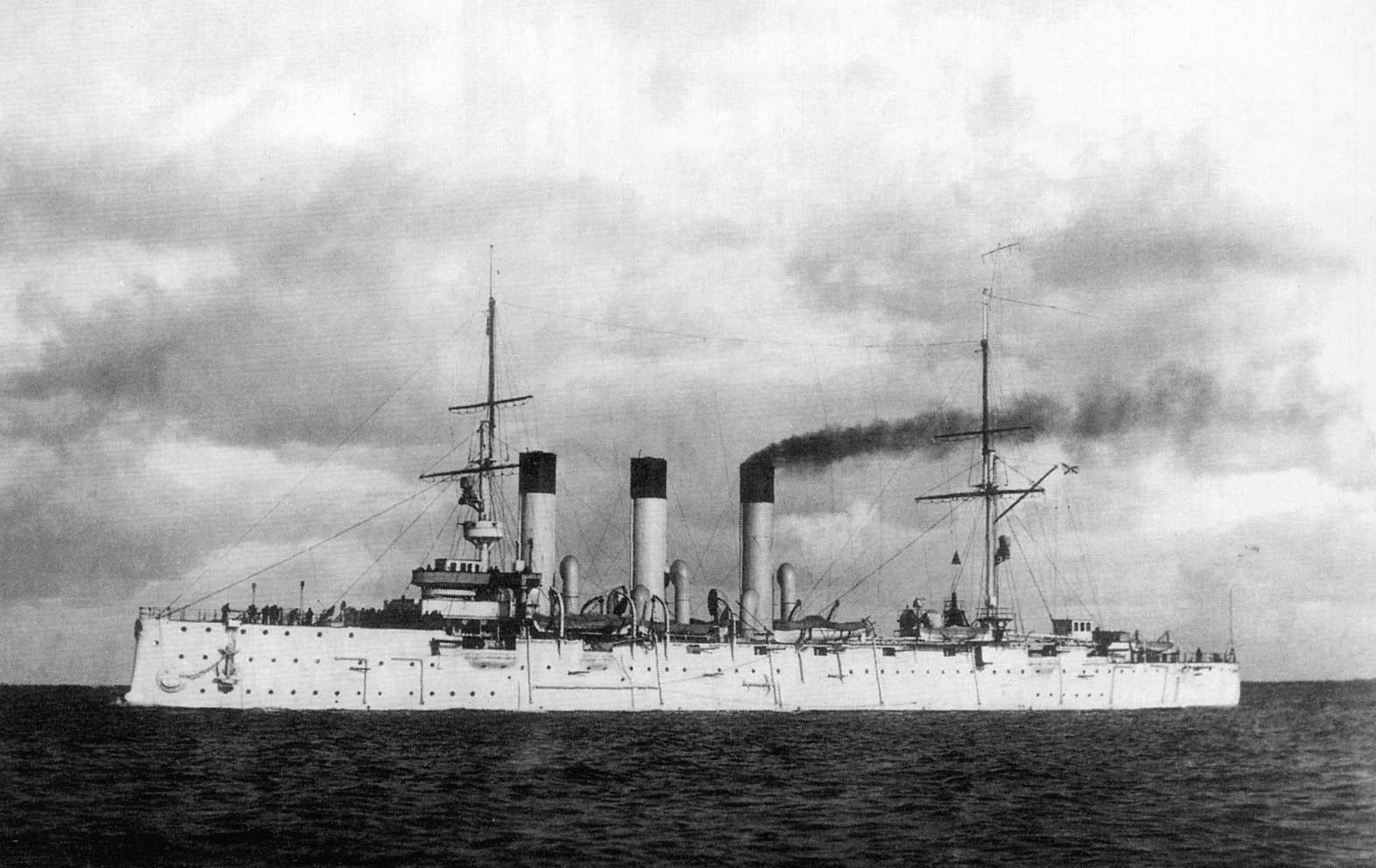
Az Aurora orosz védett cirkáló 1903-ban.

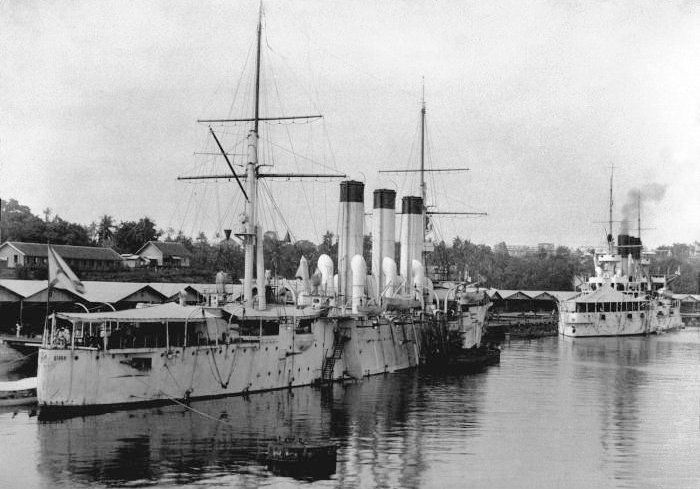
Az Aurora testvérhajója a Diana orosz védett cirkáló 1903-ban Holland Kelet-Indiában. A háttérben a 12 912 tonnás Retvizan sorhajó (csatahajó) látható.

A hajó építését 1897. június 4-én kezdték Szentpétervárott. 1900. május 24-én bocsátották vízre a Pallada-osztály harmadik tagjaként. 1903. július 29-én állt szolgálatba a Balti flotta egységeként. Az osztály első hajóját, a Pallada (Паллада) cirkálót és a második egységét, a Dianát (Диана) 1899-ben bocsátották vízre. Bár a Diana csak másodikként készült el, a nemzetközi szakirodalommal szemben az orosz hivatalos források Diana osztályú védett cirkálóknak (Бронепалубные крейсера типа Диана) nevezték őket. Az osztály hajóit elsősorban saját flottakötelékek számára végzett felderítő feladatok ellátására és az ellenséges kereskedelmi hajózás elleni portyázásra szánták. A Pallada osztály egységei orosz hazai  tervek alapján épültek, a velük párhuzamosan külföldi, amerikai és német hajógyáraktól megrendelt, vagy német tervek alapján Oroszországban épített hasonló méretű cirkálóknál (Varjag, Aszkold és a  Bogatir osztály: Bogatir, Oleg, Pamjaty Merkurija, Kagul) mind sebesség, mind páncélzat, mind fegyverzet tekintetben egyértelműen gyengébben sikerültek. Az osztály hajói 19.2 csomós csúcssebességük és gyenge vértezetük (fedélzet: 38–63 mm, lőszerkamrák: 38 mm, parancsnoki torony: 152 mm) miatt már elkészültükkor sem számítottak igazán korszerűeknek.
Az Andrej Virenius parancsnoksága alatt álló cirkáló-raj tagjaként 1903. november 8-án a Távol-Keletre vezényelték. Az időközben kitört orosz–japán háború miatt a hajórajt az orosz hadvezetés visszairányította a Baltikumba.

### A csuzimai csata
A hajót 1904-ben a Balti-tengerről a Csendes-óceánra, az orosz Csendes-óceáni Flotta Zinovij Rozsesztvenszkij altengernagy parancsnoksága alatt álló 2-es hajórajának állományába vezényelték át. Az úton bekövetkező Dogger Bank-i incidens során baráti tűz alá került. A Távol-Keleten részese volt az 1905. május 27–28-i csuzimai csatának, ahol megrongálódott és súlyos veszteségeket szenvedett. A legénység 15 tagja meghalt, több mint 80 megsérült, meghalt többek között a hajó parancsnoka is. Két másik cirkálóval együtt sikerült semleges kikötőbe, Manilába menekülnie, ahol 1905. június 7-én a helyi hatóságok internálták a hajót és személyzetét. A semleges kikötőben kijavították a csuzimai csatában keletkezett sérüléseket.

### Iskolahajóként
1906-ban tért vissza a Balti Flottához. Visszatérése után az akkorra már elavult hajót a cári haditengerészet iskolahajóként használta. 1909 őszétől 1910 tavaszáig az Auróra egy hosszabb tengeri gyakorló úton vett részt a Földközi-tengeren és az Atlanti-óceánon. 1910 ősze és 1911 tavasza között a második hosszabb tengeri kiképző útját hajtotta végre. Az 1911 őszétől 1912 nyaráig tartó harmadik útja során a hajó részt vett a thaiföldi király koronázási ünnepségén (1911. november 16. – december 2.). 1912 tavaszán és nyarán a Kréta fölött védnökséget vállalt államok haditengerészeti egységébe vezényelték.

### Az első világháború és az oroszországi forradalmak
Az első világháború első hónapjaiban a Balti Flotta kötelékében, Grigorij Butakov tengernagy parancsnoksága alatt vett részt a harcokban. Feladata a járőrözés és a partvidék tüzérségi támadása volt. 1914–1915 telén dokkban volt javítás alatt, egyúttal több berendezését modernizálták. Fegyverzetét megerősítették. A 152 mm-es ágyúk számát 8-ról 14-re növelték. Az 1915-ös évet az orosz partokat védő aknazártól nyugatra, őrjáratozással, az aknamentesítő hajók védelmével és a finn parti vizek felderítésével töltötte. 1916 végén a hajót Pétervárra vezényelték nagyjavításra. 1916–1917 telén nagyjavításon estek át a hajó gőzgépei, és új kazánokat építettek be. Modernizálták a 152 mm-es lövegeit, valamint 6 db 76,2 mm-es Lender-rendszerű légvédelmi ágyút szereltek fel, és új rádióállomást telepítettek.
A nagyjavításon éppen átesett hajó az elsők között csatlakozott a februári pétervári felkeléshez és vörös zászlót húztak fel rá. 1917. március 10-én (a Julián naptár szerint február 28-án) a fellázadt matrózok megölték a hajó parancsnokát (M. I. Nyikolszkij) és elsőtisztjét (P. P. Ogranovics). A matrózok az Aurórán forradalmi bizottságot alakítottak. A matrózok többsége 1917 folyamán a bolsevikokhoz csatlakozott.
A pétervári Katonai Forradalmi Tanács utasítására 1917. november 7-én (október 25-én) az Auróra matrózai elfoglalták a városközpontot a Vasziljevszkij-szigettel összekötő Miklós hidat. Este 21:15-kor a matrózból lett bolsevik hajóparancsnok–komisszár, Alekszandr Belisev parancsára a hajóorrban lévő 152 mm-es lövegből leadott lövés adott jelt a Téli Palota ostromára.
A hajó 1917. december 11-én visszatért a Balti Flotta egységeihez, Sveaborg kikötőjébe. A cári haditengerészet feloszlatása után a hajó legénységét leszerelték. A hajón mindössze 40 fő maradt, akik az őrzési és karbantartási feladatokat látták el. 1918-ban az Aurórát Kronstadt kikötőjébe vezényelték és ott konzerválták.

### A szovjet időszak
1922-től ismét iskolahajóként használták. A második világháborúban ágyúit leszerelték és Leningrád határában, a pulkovói magaslatokon állították fel, így részt vett a város védelmében. A hajó maga ez idő alatt Oranienbaum (ma: Lomonoszov) kikötőjében állt, több tüzérségi és bombatámadás érte. A sérülések következtében 1941. szeptember 30-án a kikötőben elsüllyedt.

## A hajó napjainkban
A háború után a hajót kiemelték, és 1945–1947 között kijavították. 1957-től múzeumhajó. Ma is az orosz haditengerészet állományába tartozik, és aktív szerepe van Szentpétervár életében. A Nahimov Tengerészeti Iskola használja és üzemelteti a múzeumot. Fedélzetén állandó őrséget adnak a tengerész-kadétok, és a napi karbantartási feladatokat is ők végzik. Minden évben számos megemlékezésnek és ünnepségnek ad otthont. A hajót két év alatt felújították és 2016 nyarától lett újra látogatható.

## Képek a cirkálóról

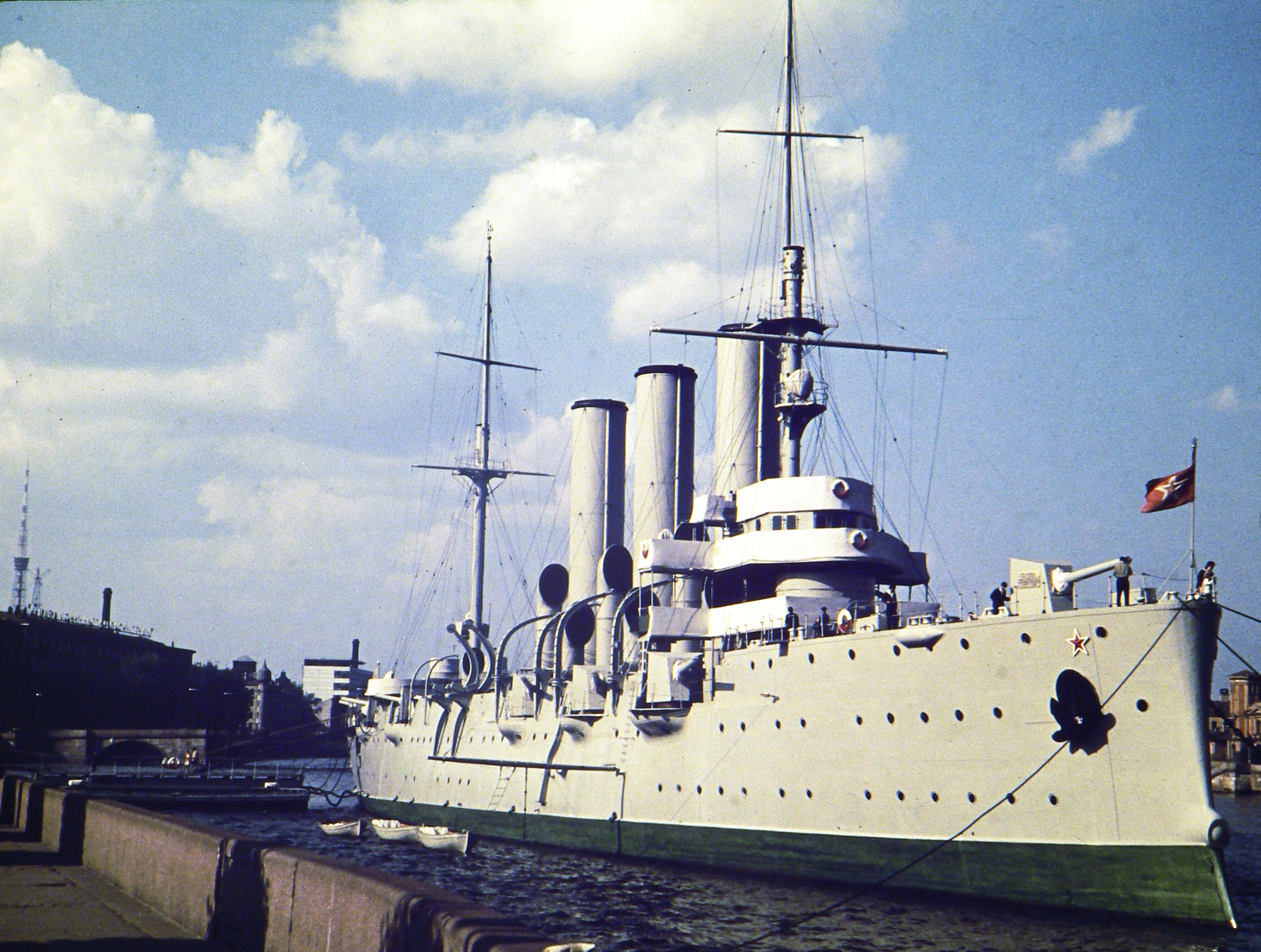
Auróra cirkáló a Néva folyón 1968-ban
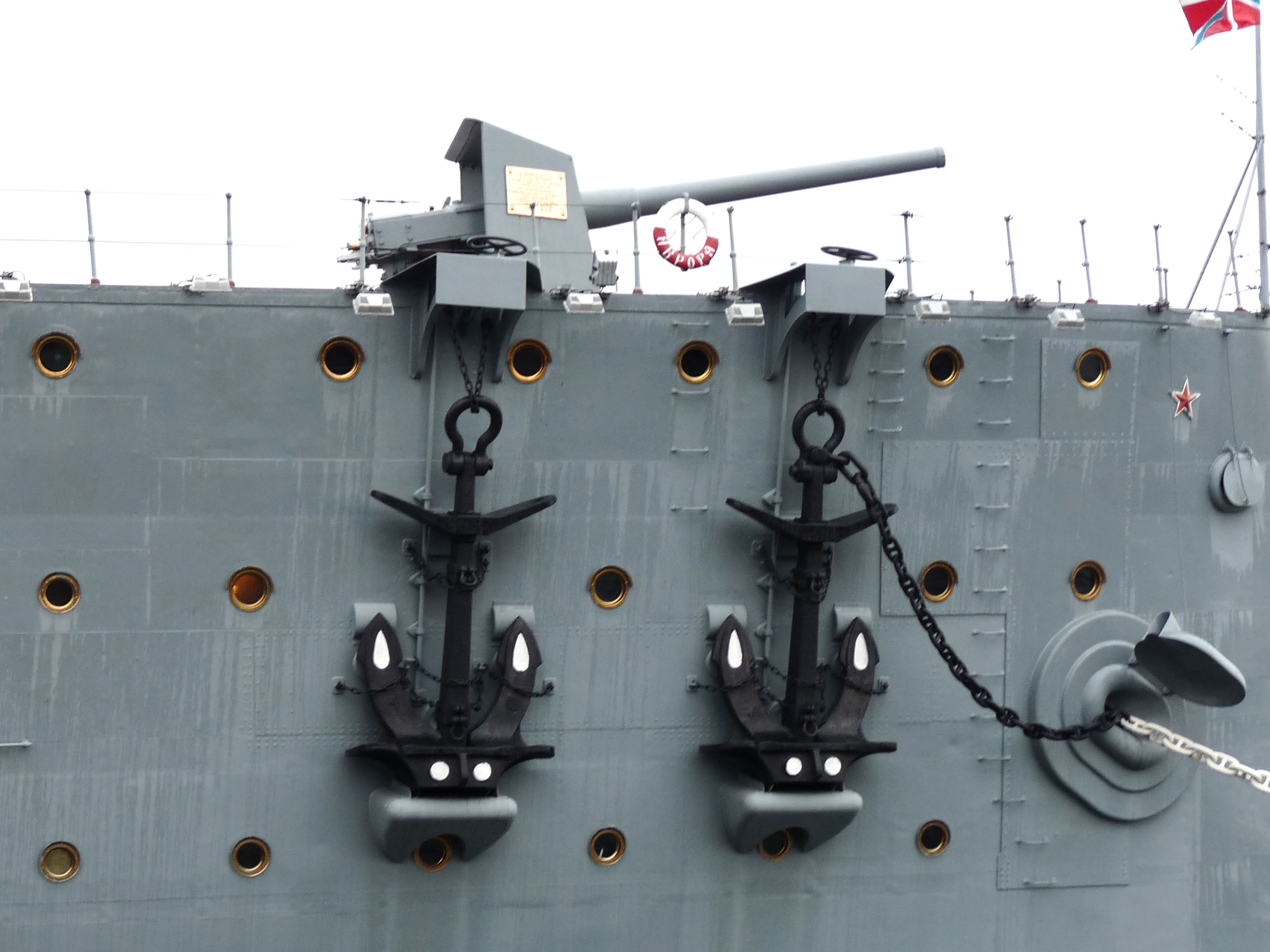
Az Auróra horgonyai
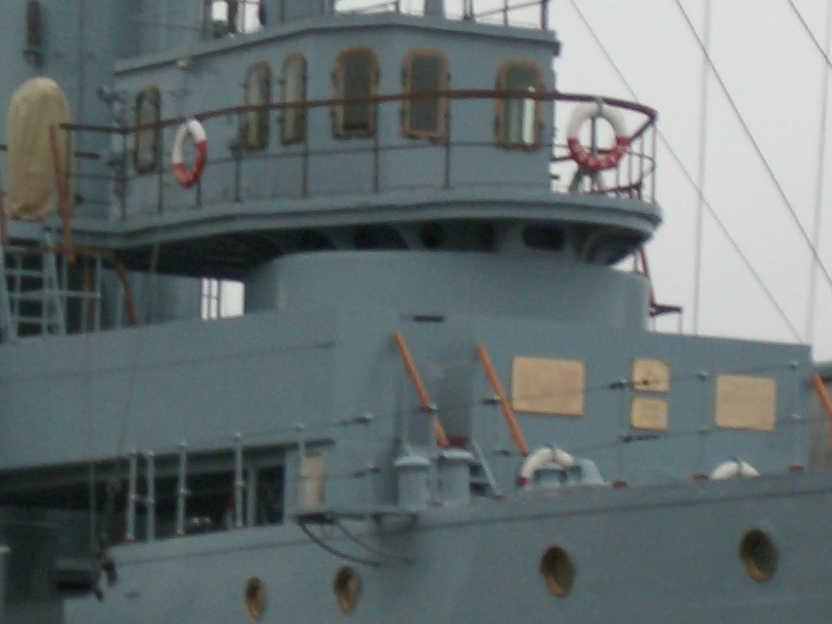
Az Auróra hídja
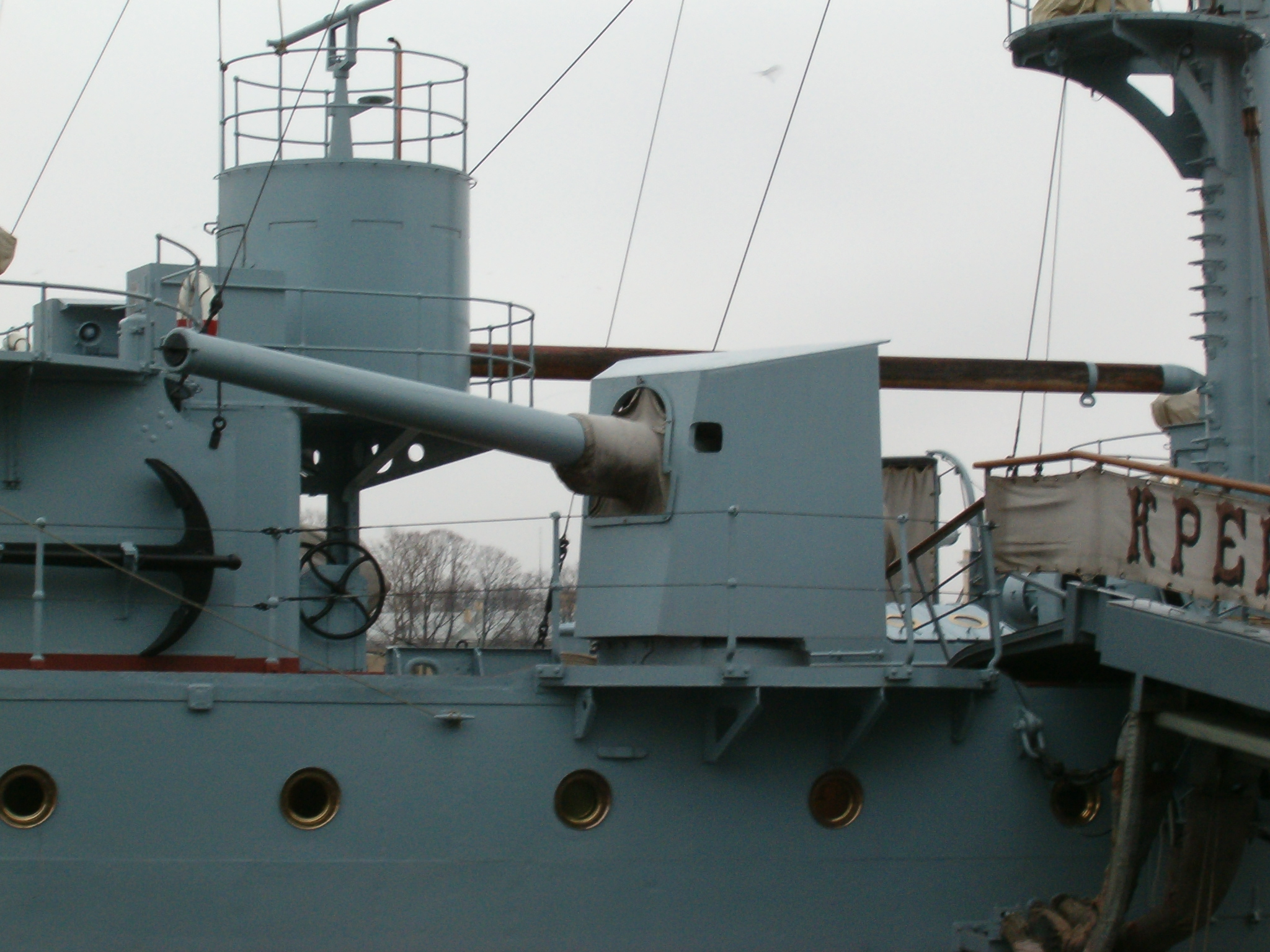
Az Auróra egyik 152 mm-es ágyúja
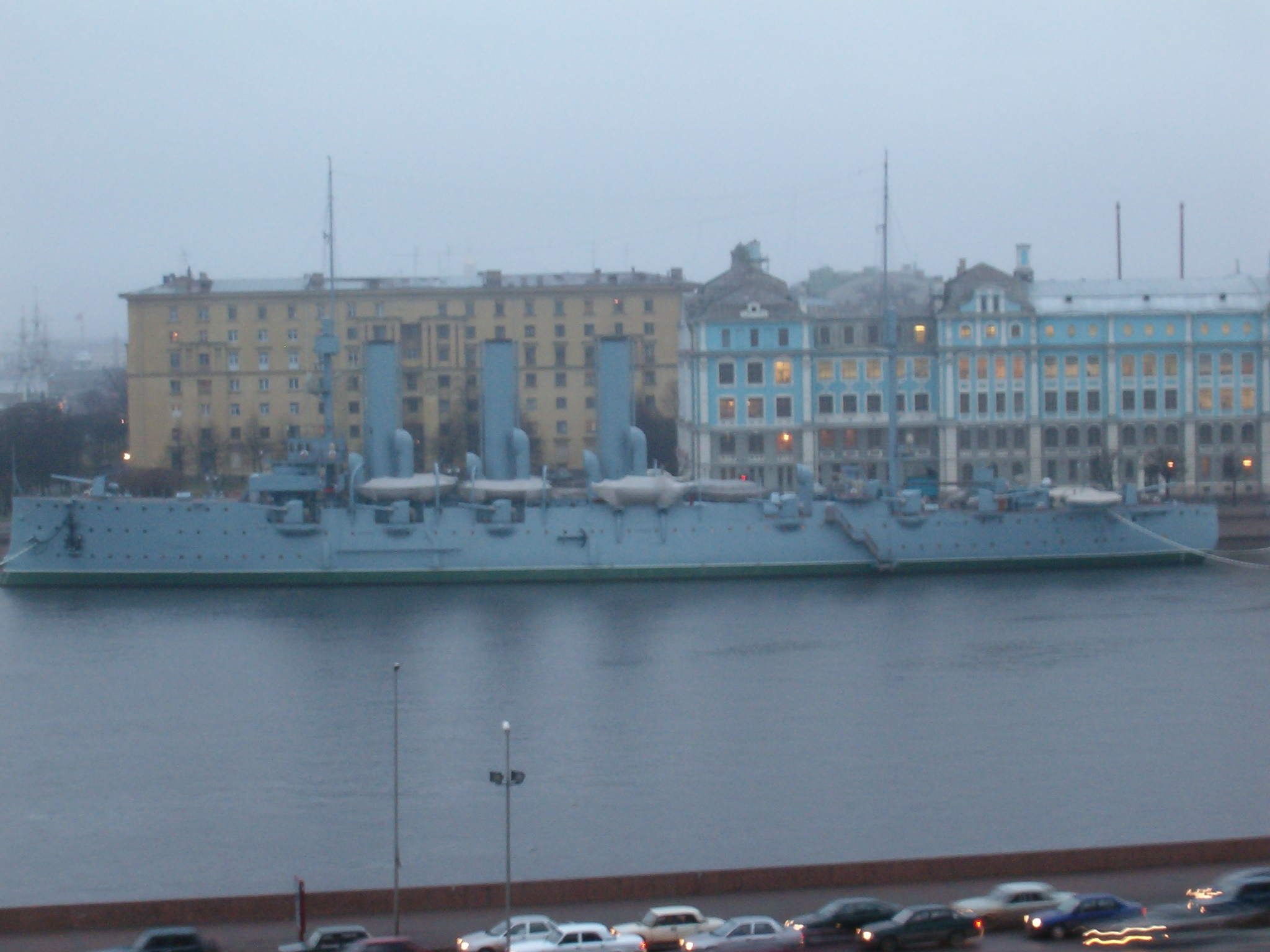
Az Auróra a Néván